# Square du Passage-Moncey
Le square du Passage-Moncey est un square du 17e arrondissement de Paris, situé dans le quartier des Épinettes.

## Situation et accès
Le site est accessible par le 37 bis, avenue de Saint-Ouen.
Il est desservi par la ligne 13 à la station La Fourche.

## Origine du nom
Il porte ce nom en raison de sa proximité avec le passage éponyme.

## Historique
Ce square fut créé en 1996. Il a une superficie de 880 m2.